# Ricky Lawless
Medardo Jim Leon Jr., detto Jimmy (Washington, 1959 – Baltimora, 30 novembre 1988), è stato un wrestler statunitense.
Meglio conosciuto con il ring name "Bad Boy" Ricky (Ricki) Lawless, noto anche come promoter ed allenatore, lottò principalmente in federazioni del circuito indipendente durante gli anni settanta ed ottanta, essendo un veterano della International Championship Wrestling e della National Wrestling Federation.
Leon fu anche proprietario di una scuola di wrestling di successo che incluse tra i suoi studenti Steve "The Brawler" Lawler, "Playboy" Bobby Starr, Axl Rotten e Joey Maggs. Lui e Maggs lottarono anche come tag team nei The Heavy Metal Connection conquistando in due occasioni i titoli di coppia nella Deep South Championship Wrestling. Il suo omicidio nel 1988, commesso da un marito geloso a causa di una relazione extraconiugale, ebbe ampio risalto sulla stampa all'epoca dei fatti.

## Personaggio
- Wrestler allenati
  - Axl Rotten
  - "Playboy" Bobby Starr
  - Joey Maggs
  - Steve "The Brawler" Lawler
  - Tim "Bad Attitude" Dyer

## Titoli e riconoscimenti
- American Wrestling Federation
  - AWF Heavyweight Championship (1, inaugurale)[9]
- Atlantic Coast Wrestling
  - ACW Heavyweight Championship (2)
  - ACW Tag Team Championship (1, inaugurale) - con John Death
- Deep South Championship Wrestling / Southern Championship Wrestling
  - SCW Southern Tag Team Championship (2) - con Joey Maggs
- Star Cavalcade Wrestling
  - SCW Heavyweight Championship (1)
  - SCW Tag Team Championship (1) - con Axl Rotten